# Madrid (Nowy Jork)
Madrid – town w Stanach Zjednoczonych, w stanie Nowy Jork, w hrabstwie St. Lawrence.
Powierzchnia town wynosi 53,58 mi² (około 152 km²). W 2010 roku jego populacja wynosiła 1735 osób, a liczba gospodarstw domowych: 759. W 2000 roku zamieszkiwało je 1828 osób, a w 1990 mieszkańców było 1568.